# سیارک ۵۳۸۴
سیارک ۵۳۸۴ (به انگلیسی: 5384 Changjiangcun، نامگذاری:1957VA) پنج هزار و سیصد و هشتاد و چهارمین سیارک کشف شده‌است که در ۱۱ نوامبر ۱۹۵۷ کشف شد.